# Đồng Tâm, Ngô Trung
Đồng Tâm (chữ Hán giản thể: 同心县) là một huyện thuộc địa cấp thị Ngô Trung, tỉnh Khu tự trị dân tộc Hồi Ninh Hạ, Cộng hòa Nhân dân Trung Hoa. Huyện này có diện tích 7021 ki-lô-mét vuông, dân số năm 1999 là 358.387 người..Mã số bưu chính là 751300. Huyện lỵ đóng ở trấn Đồng Tâm. Hơn 2/3 dân số huyện Đồng Tâm sống bằng nghề nông.